# 전봉준 단비
전봉준 단비는 대한민국 전라북도 정읍시 이평면에 있다. 2016년 12월 21일 정읍시의 향토문화유산 제12호로 지정되었다.

## 개요
동학농민혁명을 기념하는 국내 최초의 기념물로서 1954년 천안전씨 종중에서 전봉준 장군 묘역에 설립한 비석이다.

## 같이 보기
- 동학 농민 운동